# 3794 Sthenelos
3794 Sthenelos è un asteroide troiano di Giove del campo greco. Scoperto nel 1985, presenta un'orbita caratterizzata da un semiasse maggiore pari a 5,2062586 UA e da un'eccentricità di 0,1460193, inclinata di 6,06057° rispetto all'eclittica.
L'asteroide è dedicato a Stenelo, re di Argo.